# Макбет (тв театрална постановка)
„Макбет“ е българска телевизионна театрална постановка на Българска телевизия (историческа) от 1978 година, по сценарий и режисура на Хачо Бояджиев. Създадена е по трагедията „Макбет“ на Уилям Шекспир.

## Актьорски състав
- Виолета Гиндева – Лейди Макбет
- Любомир Киселички – Макбет